# 라멕

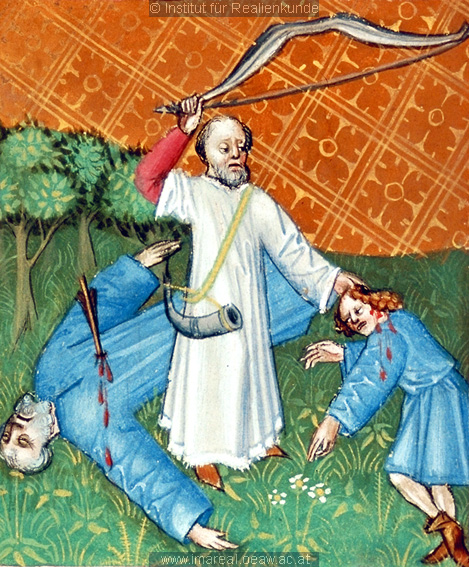

라멕(Lamech)은 구약 성서의 「창세기」에 등장하는 인물이다. 메트사엘의 아이로 여겨져 아다와 씰라 두 명의 아내를 취했다. 아다는 야발과 유발을 낳아, 야발은 유목민의 시조가 되어, 유발은 연주가의 시조가 되었다. 씰라는 투발카인을 낳아, 투발카인은 대장간이 되었다. 또 트바르카인에는 나아마라는 여동생이 있었다.
라멕은 부인들에게 스스로 받는 상처의 77배의 복수를 한다고 호언했던 것이 전하고 있다.

## 참고 문헌
- 「성서[구어]」일본 성서 협회, 1955년

## 같이 보기
- 성경 등장인물 목록